# قائمة زملاء الجمعية الملكية المنتخبين في 1970
هذه الصفحة تعرض قائمة زملاء الجمعية الملكية المُنتخبين لعام 1970.

## الزملاء
- John Flavell Coales [الإنجليزية]‏
- فرانسيس غراهام سميث
- Charles Gorrie Wynne [الإنجليزية]‏
- جون براين تايلور
- John Conrad Jaeger [الإنجليزية]‏
- جون شيبلي رولنسن
- الكسندر إدغار دوغلاس
- Raymond Casey (geologist) [الإنجليزية]‏
- Norman Bertram Marshall [الإنجليزية]‏
- ريكاردو ميليدي
- Colin Eaborn [الإنجليزية]‏

## الأعضاء الأجانب
- آرثر كورنبرغ